# Дивља патка (филм)
„Дивља патка” је југословенски ТВ филм из 1984. године. Режирао га је Славољуб Стефановић Раваси а сценарио је базиран на истоименом делу Хенрика Ибсена из 1884. године.

## Улоге
| Глумац                   | Улога         |
| ------------------------ | ------------- |
| Драган Николић           |               |
| Ђорђе Јелисић            | Верле         |
| Милена Дравић            | Гина          |
| Александра Николић       | Хедвига       |
| Стојан Дечермић          |               |
| Петар Краљ               | Јалмар Екдал  |
| Стојан Столе Аранђеловић |               |
| Маја Димитријевић        | Госпођа Серби |
| Ђорђе Јовановић          |               |
| Радослав Павловић        |               |
| Зоран Стојиљковић        |               |
| Душан Вујновић           |               |
| Стеван Миња              |               |

Остале улоге  ▼
| Глумац            | Улога    |
| ----------------- | -------- |
| Душан Тадић       | Господин |
| Милутин Јаснић    |          |
| Славица Зубановић |          |
| Марија Галић      |          |
| Ранко Ковачевић   |          |
| Живојин Ненадовић |          |
| Столе Новаковић   |          |
| Бранко Петковић   |          |
| Драгољуб Петровић |          |